# Misaki Amano
Misaki Amano (天野 実咲 Amano Misaki?,  nacido el 22 de abril de 1985 en Gifu) es una exfutbolista japonesa que jugaba como guardameta.
Amano fue elegida para integrar la selección nacional de Japón para los Copa Mundial Femenina de Fútbol de 2007.

## Trayectoria

### Clubes
| Club                  | País  | Año         |
| --------------------- | ----- | ----------- |
| TEPCO Mareeze         | Japón | 2008 - 2011 |
| Vegalta Sendai Ladies | Japón | 2012 - 2013 |